# Syrphoctonus areolaris
Syrphoctonus areolaris är en stekelart som beskrevs av Tohru Uchida 1957. Syrphoctonus areolaris ingår i släktet Syrphoctonus och familjen brokparasitsteklar. Inga underarter finns listade i Catalogue of Life.